# Bisdom Muyinga
Het bisdom Muyinga (Latijn: Dioecesis Muyingana) is een rooms-katholiek bisdom met als zetel Muyinga, de hoofdstad van de provincie Muyinga in Burundi. Het bisdom is suffragaan aan het aartsbisdom Gitega.

## Geschiedenis
Het bisdom werd opgericht op 5 september 1968, uit grondgebied van het bisdom Ngozi. 

## Parochies
In 2019 telde het bisdom 21 parochies. Het bisdom had in 2019 een oppervlakte van 4.767 km2 en telde 1.440.900 inwoners waarvan 53,1% rooms-katholiek was.

## Bisschoppen
- Nestor Bihonda (5 september 1968 - 25 maart 1977)
- Roger Mpungu (6 maart 1980 - 1 juli 1994)
- Jean-Berchmans Nterere (1 juli 1994 - 5 mei 2001)
- Joachim Ntahondereye (14 december 2002 - heden)